# Diego Lopes III de Haro

Antigo brasão da casa de Haro, titulares do Senhorio de Biscaia entre os séculos XI e XIV. A sua composição foi herdada por numerosos municípios da Biscaia.

Diego Lopes III de Haro (? – Baños de Rioja, 1254) filho de Lope Díaz II de Haro, “Cabeça Brava”  e de Urraca Afonso de Leão, filha do rei Afonso IX de Leão, foi 7.º senhor da Biscaia a partir de 1236 até 1254 e senhor da Casa de Haro.
Nos primeiros anos à frente do governo da Biscaia deu a sua fidelidade ao rei Fernando III de Leão e Castela, "o Santo" apesar de se ter revoltado várias vezes contra ele e em todas elas ter conseguido o perdão real. Esteve sempre ao lado do rei até à morte deste e com a subida ao trono de Afonso X de Leão e Castela, Diego López continuou a sua forma de governação.

## Relações familiares
Casou com Constança de Béarn, filha de Guilherme II de Béarn, senhor de Moncada, de quem teve:
- Lope Díaz III de Haro (m. Alfaro 1288), que lhe sucedeu no Senhorio da Biscaia.
- Diego López V de Haro (m. 1310)., que também exerceu o Senhorio da Biscaia,
- Urraca Díaz de Haro, que foi casada com o seu primo segundo Fernando Ruiz de Castro,
- Teresa Díaz de Haro, que foi casada com D. João Núñez de Lara “o velho”, e em cuja descendência veio a cair o Senhorio da Biscaia,
- Sancha Díaz de Haro (?- depois de 1287).